# Grevillea
Grevillea is een geslacht uit de familie Proteaceae. De soorten komen voor in Australië, Nieuw-Guinea, Nieuw-Caledonië, Sulawesi en andere Indonesische eilanden ten oosten van de Wallacelijn.

## Soorten
- Grevillea acacioides C.A.Gardner ex McGill.
- Grevillea acanthifolia A.Cunn.
- Grevillea acerata McGill.
- Grevillea acrobotrya Meisn.
- Grevillea acropogon Makinson
- Grevillea acuaria F.Muell. ex Benth.
- Grevillea adenotricha McGill.
- Grevillea agrifolia A.Cunn. ex R.Br.
- Grevillea albiflora C.T.White
- Grevillea alpina Lindl.
- Grevillea alpivaga Gand.
- Grevillea althoferorum Olde & Marriott
- Grevillea amplexans F.Muell. ex Benth.
- Grevillea anethifolia R.Br.
- Grevillea aneura McGill.
- Grevillea angustiloba (F.Muell.) Downing
- Grevillea annulifera F.Muell.
- Grevillea aquifolium Lindl.
- Grevillea arenaria R.Br.
- Grevillea argyrophylla Meisn.
- Grevillea armigera Meisn.
- Grevillea asparagoides Meisn.
- Grevillea aspera R.Br.
- Grevillea aspleniifolia Knight
- Grevillea asteriscosa Diels
- Grevillea aurea Olde & Marriott
- Grevillea australis R.Br.
- Grevillea baileyana McGill.
- Grevillea banksii R.Br.
- Grevillea banyabba Olde & Marriott
- Grevillea barklyana F.Muell. ex Benth.
- Grevillea batrachioides F.Muell. ex McGill.
- Grevillea baueri R.Br.
- Grevillea baxteri  R.Br.
- Grevillea beadleana  McGill.
- Grevillea beardiana  McGill.
- Grevillea bedggoodiana J.H.Willis ex McGill.
- Grevillea bemboka  Stajsic & Molyneux
- Grevillea benthamiana McGill.
- Grevillea berryana Ewart & Jean White
- Grevillea biformis Meisn.
- Grevillea bipinnatifida R.Br.
- Grevillea biternata Meisn.
- Grevillea brachystachya Meisn.
- Grevillea brachystylis Meisn.
- Grevillea bracteosa Meisn.
- Grevillea brevifolia F.Muell. ex Benth.
- Grevillea brevis Olde & Marriott
- Grevillea bronwenae Keighery
- Grevillea burrowa Molyneux & Forrester
- Grevillea buxifolia (Sm.) R.Br.
- Grevillea byrnesii McGill.
- Grevillea cagiana McGill.
- Grevillea calcicola A.S.George
- Grevillea caleyi R.Br.
- Grevillea calliantha Makinson & Olde
- Grevillea callichlaena Molyneux & Stajsic
- Grevillea candelabroides C.A.Gardner
- Grevillea candicans C.A.Gardner
- Grevillea candolleana Meisn.
- Grevillea capitellata Meisn.
- Grevillea celata Molyneux
- Grevillea centristigma (McGill.) Keighery
- Grevillea cheilocarpa Makinson
- Grevillea christineae McGill.
- Grevillea chrysophaea F.Muell. ex Meisn.
- Grevillea cirsiifolia Meisn.
- Grevillea coccinea Meisn.
- Grevillea commutata F.Muell.
- Grevillea concinna R.Br.
- Grevillea confertifolia F.Muell.
- Grevillea coriacea McGill.
- Grevillea corrugata Olde & Marriott
- Grevillea costata A.S.George
- Grevillea crassifolia Domin
- Grevillea cravenii Makinson
- Grevillea crithmifolia R.Br.
- Grevillea crowleyae Olde & Marriott
- Grevillea cunninghamii R.Br.
- Grevillea curviloba McGill.
- Grevillea cyranostigma McGill.
- Grevillea decipiens McGill.
- Grevillea decora Domin
- Grevillea decurrens Ewart
- Grevillea deflexa F.Muell.
- Grevillea delta (McGill.) Olde & Marriott
- Grevillea depauperata R.Br.
- Grevillea didymobotrya Meisn.
- Grevillea dielsiana C.A.Gardner
- Grevillea diffusa Sieber ex Spreng.
- Grevillea dilatata (R.Br.)
- Grevillea dimidiata F.Muell.
- Grevillea diminuta L.A.S.Johnson
- Grevillea dimorpha F.Muell.
- Grevillea disjuncta F.Muell.
- Grevillea dissecta (McGill.) Olde & Marriott
- Grevillea divaricata R.Br.
- Grevillea diversifolia Meisn.
- Grevillea dolichopoda (McGill.) Olde & Marriott
- Grevillea drummondii Meisn.
- Grevillea dryandri R.Br.
- Grevillea dryandroides C.A.Gardner
- Grevillea dryophylla N.A.Wakef.
- Grevillea dunlopii Makinson
- Grevillea elbertii Sleumer
- Grevillea endlicheriana Meisn.
- Grevillea epicroca Stajsic & Molyneux
- Grevillea erectiloba F.Muell.
- Grevillea eremophila (Diels) Olde & Marriott
- Grevillea erinacea Meisn.
- Grevillea eriobotrya F.Muell.
- Grevillea eriostachya Lindl.
- Grevillea eryngioides Benth.
- Grevillea erythroclada Benth.
- Grevillea evanescens Olde & Marriott
- Grevillea evansiana MacKee
- Grevillea excelsior Diels
- Grevillea exposita Olde & Marriott
- Grevillea extorris S.Moore
- Grevillea exul Lindley
- Grevillea fasciculata R.Br.
- Grevillea fastigiata Olde & Marriott
- Grevillea fililoba (McGill.) Olde & Marriott
- Grevillea fistulosa A.S.George
- Grevillea flexuosa (Lindl.) Meisn.
- Grevillea floribunda R.Br.
- Grevillea florida (McGill.) Makinson
- Grevillea floripendula R.V.Sm.
- Grevillea formosa McGill.
- Grevillea fulgens C.A.Gardner
- Grevillea fuscolutea Keighery
- Grevillea gariwerdensis Makinson
- Grevillea georgeana McGill.
- Grevillea gibbosa R.Br.
- Grevillea gillivrayi Hook. & Arn.
- Grevillea glabrescens Olde & Marriott
- Grevillea glauca Banks & Sol. ex Knight
- Grevillea globosa C.A.Gardner
- Grevillea glossadenia McGill.
- Grevillea goodii R.Br.
- Grevillea gordoniana C.A.Gardner
- Grevillea granulifera (McGill.) Olde & Marriott
- Grevillea granulosa McGill.
- Grevillea guthrieana Olde & Marriott
- Grevillea hakeoides Meisn.
- Grevillea halmaturina Tate
- Grevillea haplantha F.Muell. ex Benth.
- Grevillea heliosperma R.Br.
- Grevillea helmsiae F.M.Bailey
- Grevillea hilliana F.Muell.
- Grevillea hirtella (Benth.) Olde & Marriott
- Grevillea hislopii Olde & Marriott
- Grevillea hockingsii Molyneux & Olde
- Grevillea hodgei Olde & Marriott
- Grevillea hookeriana Meisn.
- Grevillea huegelii Meisn.
- Grevillea humifusa Olde & Marriott
- Grevillea humilis Makinson
- Grevillea iaspicula McGill.
- Grevillea ilicifolia (R.Br.) R.Br.
- Grevillea imberbis Makinson
- Grevillea inconspicua Diels
- Grevillea incrassata Diels
- Grevillea incurva (Diels) Olde & Marriott
- Grevillea infecunda McGill.
- Grevillea infundibularis A.S.George
- Grevillea insignis Kippist ex Meisn.
- Grevillea integrifolia  (Endl.) Meisn.
- Grevillea involucrata A.S.George
- Grevillea irrasa Makinson
- Grevillea jephcottii J.H.Willis
- Grevillea johnsonii McGill.
- Grevillea juncifolia Hook.
- Grevillea juniperina R.Br.
- Grevillea kedumbensis (McGill.) Olde & Marriott
- Grevillea kenneallyi McGill.
- Grevillea kennedyana F.Muell.
- Grevillea kirkalocka Olde & Marriott
- Grevillea lanigera A.Cunn. ex R.Br.
- Grevillea latifolia C.A.Gardner
- Grevillea laurifolia Sieber ex Spreng.
- Grevillea lavandulacea  Schltdl.
- Grevillea leiophylla F.Muell. ex Benth.
- Grevillea leptobotrys Meisn.
- Grevillea leptopoda McGill.
- Grevillea leucoclada McGill.
- Grevillea leucopteris Meisn.
- Grevillea levis Olde & Marriott
- Grevillea linearifolia (Cav.) Druce
- Grevillea linsmithii McGill.
- Grevillea lissopleura McGill.
- Grevillea longicuspis McGill.
- Grevillea longifolia R.Br.
- Grevillea longistyla Hook.
- Grevillea lullfitzii McGill.
- Grevillea lycopodina S.Moore
- Grevillea maccutcheonii Keighery & Cranfield
- Grevillea macleayana (McGill.) Olde & Marriott
- Grevillea maherae Makinson
- Grevillea makinsonii McGill.
- Grevillea manglesii (Graham) Planch.
- Grevillea manglesioides Meisn.
- Grevillea marriottii Olde
- Grevillea masonii Olde & Marriott
- Grevillea maxwellii McGill.
- Grevillea meisneri Montrouz.
- Grevillea metamorpha Makinson
- Grevillea micrantha Meisn.
- Grevillea microstegia Molyneux
- Grevillea microstyla M.D.Barrett & Makinson
- Grevillea mimosoides R.Br.
- Grevillea miniata W.Fitzg.
- Grevillea minutiflora McGill.
- Grevillea miqueliana F.Muell.
- Grevillea mollis Olde & Molyneux
- Grevillea molyneuxii  McGill.
- Grevillea monslacana Molyneux & Stajsic
- Grevillea montana R.Br.
- Grevillea monticola Meisn.
- Grevillea montis-cole R.V.Sm.
- Grevillea mucronulata R.Br.
- Grevillea muelleri Benth.
- Grevillea murex McGill.
- Grevillea muricata J.M.Black
- Grevillea myosodes McGill.
- Grevillea nana C.A.Gardner
- Grevillea nematophylla F.Muell.
- Grevillea neurophylla Gand.
- Grevillea newbeyi McGill.
- Grevillea nivea Olde & Marriott
- Grevillea nudiflora Meisn.
- Grevillea obliquistigma C.A.Gardner
- Grevillea obtecta Molyneux
- Grevillea obtusiflora R.Br.
- Grevillea obtusifolia Meisn.
- Grevillea occidentalis R.Br.
- Grevillea oldei McGill.
- Grevillea oleoides Sieber ex Schult. & Schult.f.
- Grevillea oligantha F.Muell.
- Grevillea oligomera (McGill.) Olde & Marriott
- Grevillea olivacea A.S.George
- Grevillea oncogyne Diels
- Grevillea oxyantha Makinson
- Grevillea pachylostyla (McGill.) Olde & Marriott
- Grevillea paniculata Meisn.
- Grevillea papillosa (McGill.) Olde & Marriott
- Grevillea papuana Diels
- Grevillea paradoxa F.Muell.
- Grevillea parallela Knight
- Grevillea parallelinervis Carrick
- Grevillea parviflora R.Br.
- Grevillea parvula Molyneux & Stajsic
- Grevillea patentiloba F.Muell.
- Grevillea patulifolia Gand.
- Grevillea pauciflora R.Br.
- Grevillea pectinata  R.Br.
- Grevillea petrophiloides  Meisn.
- Grevillea phanerophlebia Diels
- Grevillea phillipsiana McGill.
- Grevillea phylicoides R.Br.
- Grevillea pilosa A.S.George
- Grevillea pilulifera (Lindl.) Druce
- Grevillea pimeleoides W.Fitzg.
- Grevillea pinaster Meisn.
- Grevillea pinifolia Meisn.
- Grevillea pityophylla F.Muell.
- Grevillea platypoda F.Muell.
- Grevillea pluricaulis (McGill.) Olde & Marriott
- Grevillea plurijuga F.Muell.
- Grevillea polyacida McGill.
- Grevillea polybotrya Meisn.
- Grevillea polybractea H.B.Will.
- Grevillea polychroma (Molyneux & Stajsic) Molyneux & Stajsic
- Grevillea prasina McGill.
- Grevillea preissii Meisn.
- Grevillea prominens Olde & Marriott
- Grevillea prostrata C.A.Gardner & A.S.George
- Grevillea psilantha McGill.
- Grevillea pteridifolia Knight
- Grevillea pterosperma F.Muell.
- Grevillea pulchella (R.Br.) Meisn.
- Grevillea punctata Olde & Marriott
- Grevillea pungens R.Br.
- Grevillea pyramidalis A.Cunn. ex R.Br.
- Grevillea pythara Olde & Marriott
- Grevillea quadricauda Olde & Marriott
- Grevillea quercifolia R.Br.
- Grevillea quinquenervis J.M.Black
- Grevillea ramosissima Meisn.
- Grevillea rara Olde & Marriott
- Grevillea raybrownii Olde & Marriott
- Grevillea refracta R.Br.
- Grevillea renwickiana F.Muell.
- Grevillea repens F.Muell. ex Meisn.
- Grevillea reptans Makinson
- Grevillea rhizomatosa Olde & Marriott
- Grevillea rhyolitica Makinson
- Grevillea rigida Olde & Marriott
- Grevillea rigidissima F.Muell. ex Meisn.
- Grevillea ripicola A.S.George
- Grevillea rivularis L.A.S.Johnson & McGill.
- Grevillea robusta A.Cunn. ex R.Br.
- Grevillea rogersoniana C.A.Gardner
- Grevillea rosieri McGill.
- Grevillea rosmarinifolia A.Cunn.
- Grevillea roycei McGill.
- Grevillea rubicunda S.Moore
- Grevillea rudis Meisn.
- Grevillea saccata Benth.
- Grevillea sarissa S.Moore
- Grevillea saxicola S.J.Dillon
- Grevillea scabra Meisn.
- Grevillea scabrida C.A.Gardner
- Grevillea scapigera A.S.George
- Grevillea scortechinii (F.Muell. ex Scort.) F.Muell.
- Grevillea secunda  McGill.
- Grevillea sericea (Sm.) R.Br.
- Grevillea sessilis C.T.White & W.D.Francis
- Grevillea shiressii Blakely
- Grevillea shuttleworthiana Meisn.
- Grevillea singuliflora F.Muell.
- Grevillea sparsiflora F.Muell.
- Grevillea speciosa (Knight) McGill.
- Grevillea sphacelata R.Br.
- Grevillea spinosa McGill.
- Grevillea spinosissima McGill.
- Grevillea squiresiae Olde & Marriott
- Grevillea steiglitziana N.A.Wakef.
- Grevillea stenobotrya F.Muell.
- Grevillea stenogyne (Benth.) Makinson
- Grevillea stenomera F.Muell.
- Grevillea stenostachya C.A.Gardner
- Grevillea striata R.Br.
- Grevillea subterlineata Makinson
- Grevillea subtiliflora McGill.
- Grevillea sulcata C.A.Gardner ex Olde & Marriott
- Grevillea synapheae R.Br.
- Grevillea tenuiflora (Lindl.) Meisn.
- Grevillea tenuiloba C.A.Gardner
- Grevillea teretifolia Meisn.
- Grevillea tetragonoloba Meisn.
- Grevillea tetrapleura McGill.
- Grevillea thelemanniana Hugel ex Endl.
- Grevillea thyrsoides Meisn.
- Grevillea trachytheca F.Muell.
- Grevillea treueriana F.Muell.
- Grevillea tridentifera (Endl.) Meisn.
- Grevillea trifida (R.Br.) Meisn.
- Grevillea triloba Meisn.
- Grevillea tripartita Meisn.
- Grevillea triternata R.Br.
- Grevillea umbellulata Meisn.
- Grevillea uncinulata Diels
- Grevillea uniformis (McGill.) Olde & Marriott
- Grevillea variifolia C.A.Gardner & A.S.George
- Grevillea velutinella McGill.
- Grevillea venusta R.Br.
- Grevillea versicolor McGill.
- Grevillea vestita (Endl.) Meisn.
- Grevillea victoriae F.Muell.
- Grevillea virgata Makinson
- Grevillea viridiflava Makinson
- Grevillea whiteana McGill.
- Grevillea wickhamii Meisn.
- Grevillea wilkinsonii Makinson
- Grevillea williamsonii F.Muell.
- Grevillea willisii R.V.Sm. & McGill.
- Grevillea wilsonii A.Cunn.
- Grevillea wiradjuri Makinson
- Grevillea wittweri McGill.
- Grevillea xiphoidea Olde & Marriott
- Grevillea yorkrakinensis C.A.Gardner
- Grevillea zygoloba Olde & Marriott

## Hybriden
- Grevillea x gaudichaudii R.Br. ex Gaudich.

... · 
Adenanthos · 
Alloxylon · 
Banksia · 
Grevillea · 
Leucadendron · 
Macadamia · 
Persoonia · 
Protea · 
Toronia · 
Xylomelum · 
...